# منطق عاطفي
المنطق العاطفي عبارة عن عملية إدراكية تحدث عندما يرى الشخص أن ما يشعر به حقيقي بغض النظر عن الأدلة المتاحة.
وكمثال على ذلك، الشخص الذي يشعر بالعصبية أو القلق ويلجأ لردود الفعل العاطفية لتحديد مسار الإجراءات. على سبيل المثال، يمكن أن يشعر الشخص الذي يشعر بالقلق أثناء الخضوع للاختبارات أنه لا يفهم المادة. ويمكن أن يشعر أنه لا يفهم على الإطلاق، ولكنه في الحقيقة، تكون لديه قدرة مثالية على الإجابة على الأسئلة، ولكنه فقط يشعر بعدم الثقة حيالها. ومن خلال عدم الثقة الذي يشعر به، يمكن أن يفترض أنه لا يعرف الإجابات ويقوم بالتخمين بشكل عشوائي. وبالتالي، فإنه يخلق نبوءة ذاتية التحقق للفشل. وبتلك الطريقة، يضاعف المنطق العاطفي من تأثيرات التشوهات المعرفية الأخرى.
وتسري نفس تلك الحالة على المواقف التي لا يكون الشخص فيها قادرًا على الإجابة على السؤال من خلال المنطق الواعي، ولكنه يمتلك القدرة على إعطاء الإجابة الصحيحة من خلال الشعور بالثقة والإيمان التام بأنه على صواب من خلال استخدام حدسه المعتمد على ذاكرته في العقل الباطن.